# Partecipanti al Tour de France 2008

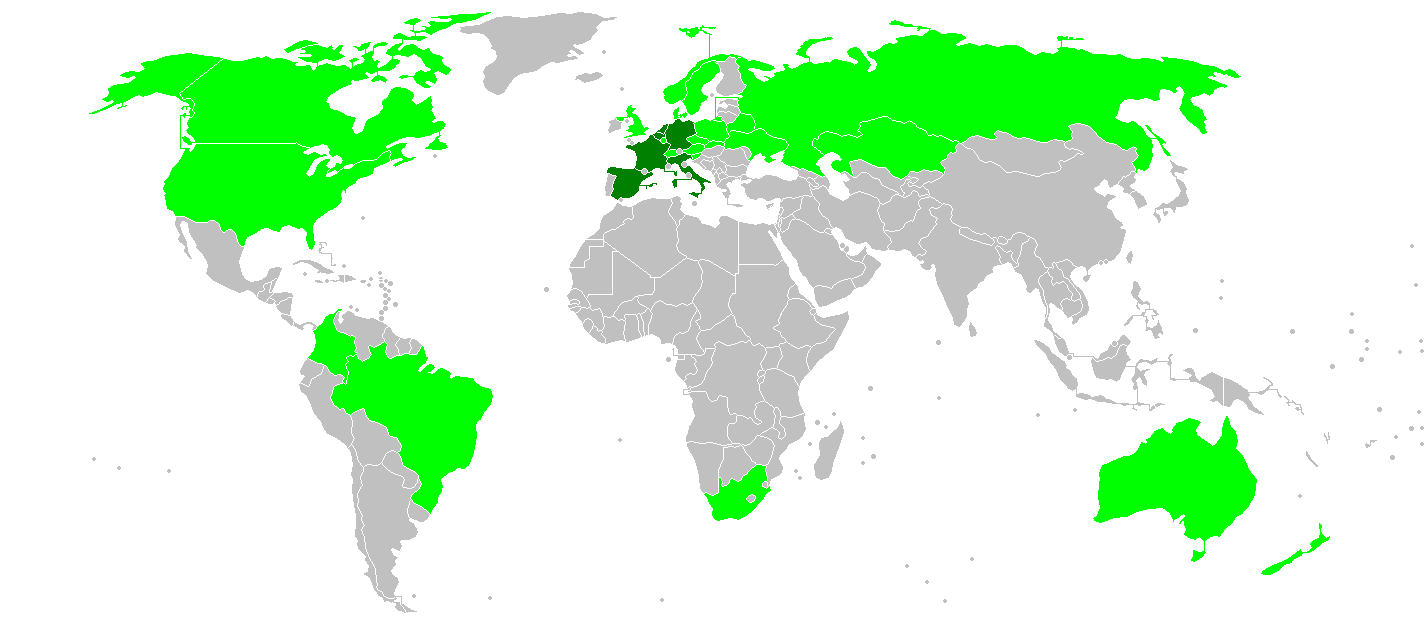
Nazionalità rappresentate al Tour 2008 (verde chiaro: 9-, verde scuro: 10+).

Elenco dei partecipanti al Tour de France 2008.
Alla competizione presero parte 20 squadre, ciascuna delle quali composta da nove corridori, per un totale di 180 ciclisti. Parteciparono 17 delle 18 squadre iscritte all'UCI ProTour (l'Astana Team non ebbe il permesso dall'UCI) più tre squadre invitate, l'Agritubel, la Barloworld e il Team Garmin-Chipotle presented by H30.
I 180 partenti erano in rappresentanza di 28 paesi differenti. La nazionalità più rappresentata era quella francese, con 40 corridori al via, seguita da quella spagnola (30) e da quella italiana (22). 35 corridori non conclusero la corsa.

## Corridori per squadra
Nota: R ritirato, NP non partito, FT fuori tempo.
| Silence-Lotto                | Silence-Lotto                | Silence-Lotto                | Lampre                        | Lampre                        | Lampre                        | Bouygues Télécom                 | Bouygues Télécom                 | Bouygues Télécom                 |
| ---------------------------- | ---------------------------- | ---------------------------- | ----------------------------- | ----------------------------- | ----------------------------- | -------------------------------- | -------------------------------- | -------------------------------- |
| 1                            | Cadel Evans                  | 2º                           | 71                            | Damiano Cunego                | NP 19ª                        | 141                              | Pierrick Fédrigo                 | 32º                              |
| 2                            | Mario Aerts                  | 31º                          | 72                            | Alessandro Ballan             | 94º                           | 142                              | Stef Clement                     | 90º                              |
| 3                            | Christophe Brandt            | R 19ª                        | 73                            | Matteo Bono                   | 117º                          | 143                              | Xavier Florencio                 | 101º                             |
| 4                            | Dario David Cioni            | 83º                          | 74                            | Marzio Bruseghin              | 27º                           | 144                              | Laurent Lefèvre                  | 86º                              |
| 5                            | Leif Hoste                   | 124º                         | 75                            | Marco Marzano                 | 92º                           | 145                              | Jérôme Pineau                    | 38º                              |
| 6                            | Robbie McEwen                | 122º                         | 76                            | Massimiliano Mori             | 140º                          | 146                              | Matthieu Sprick                  | 142º                             |
| 7                            | Jaroslav Popovyč             | 24º                          | 77                            | Daniele Righi                 | 127º                          | 147                              | Jurij Trofimov                   | R 10ª                            |
| 8                            | Johan Vansummeren            | 87º                          | 78                            | Sylwester Szmyd               | 26º                           | 148                              | Johann Tschopp                   | 54º                              |
| 9                            | Wim Vansevenant              | 145º                         | 79                            | Paolo Tiralongo               | 49º                           | 149                              | Thomas Voeckler                  | 97º                              |
| Manager: Herman Frison       | Manager: Herman Frison       | Manager: Herman Frison       | Manager: Maurizio Piovani     | Manager: Maurizio Piovani     | Manager: Maurizio Piovani     | Manager: Jean-François Rodriguez | Manager: Jean-François Rodriguez | Manager: Jean-François Rodriguez |
| Team CSC-Saxo Bank           | Team CSC-Saxo Bank           | Team CSC-Saxo Bank           | Crédit Agricole               | Crédit Agricole               | Crédit Agricole               | Team Milram                      | Team Milram                      | Team Milram                      |
| 11                           | Carlos Sastre                | 1º                           | 81                            | Thor Hushovd                  | 99º                           | 151                              | Erik Zabel                       | 43º                              |
| 12                           | Kurt Asle Arvesen            | 57º                          | 82                            | William Bonnet                | 102º                          | 152                              | Ralf Grabsch                     | 123º                             |
| 13                           | Fabian Cancellara            | 65º                          | 83                            | Aleksandr Bočarov             | 18º                           | 153                              | Christian Knees                  | 29º                              |
| 14                           | Volodymyr Hustov             | 46º                          | 84                            | Jimmy Engoulvent              | 138º                          | 154                              | Brett Lancaster                  | 129º                             |
| 15                           | Stuart O'Grady               | 109º                         | 85                            | Dmitrij Fofonov               | 19º                           | 155                              | Martin Müller                    | 105º                             |
| 16                           | Andy Schleck                 | 12º                          | 86                            | Simon Gerrans                 | 79º                           | 156                              | Björn Schröder                   | 100º                             |
| 17                           | Fränk Schleck                | 6º                           | 87                            | Christophe Le Mével           | 40º                           | 157                              | Niki Terpstra                    | 136º                             |
| 18                           | Nicki Sørensen               | 118º                         | 88                            | Rémi Pauriol                  | 80º                           | 158                              | Peter Velits                     | 58º                              |
| 19                           | Jens Voigt                   | 37º                          | 89                            | Mark Renshaw                  | R 15ª                         | 159                              | Marco Velo                       | 44º                              |
| Manager: Kim Andersen        | Manager: Kim Andersen        | Manager: Kim Andersen        | Manager: Serge Beucherie      | Manager: Serge Beucherie      | Manager: Serge Beucherie      | Manager: Vittorio Algeri         | Manager: Vittorio Algeri         | Manager: Vittorio Algeri         |
| Euskaltel-Euskadi            | Euskaltel-Euskadi            | Euskaltel-Euskadi            | Quick Step                    | Quick Step                    | Quick Step                    | Française des Jeux               | Française des Jeux               | Française des Jeux               |
| 21                           | Haimar Zubeldia              | 45º                          | 91                            | Stijn Devolder                | R 15ª                         | 161                              | Sandy Casar                      | 14º                              |
| 22                           | Mikel Astarloza              | 16º                          | 92                            | Carlos Barredo                | 89º                           | 162                              | Sébastien Chavanel               | R 16ª                            |
| 23                           | Iñaki Isasi                  | 104º                         | 93                            | Matteo Carrara                | 36º                           | 163                              | Rémy Di Grégorio                 | 59º                              |
| 24                           | Egoi Martínez                | 50º                          | 94                            | Steven de Jongh               | 125º                          | 164                              | Arnaud Gérard                    | 132º                             |
| 25                           | Juan José Oroz               | 103º                         | 95                            | Mauro Facci                   | R 7ª                          | 165                              | Philippe Gilbert                 | 112º                             |
| 26                           | Rubén Pérez                  | 91º                          | 96                            | Sébastien Rosseler            | 98º                           | 166                              | Lilian Jégou                     | R 7ª                             |
| 27                           | Samuel Sánchez               | 7º                           | 97                            | Gert Steegmans                | 111º                          | 167                              | Yoann Le Boulanger               | 74º                              |
| 28                           | Amets Txurruka               | 52º                          | 98                            | Matteo Tosatto                | 96º                           | 168                              | Jérémy Roy                       | 121º                             |
| 29                           | Gorka Verdugo                | 73º                          | 99                            | Jurgen Van de Walle           | 78º                           | 169                              | Benoît Vaugrenard                | 82º                              |
| Manager: Gorka Gerrikagoitia | Manager: Gorka Gerrikagoitia | Manager: Gorka Gerrikagoitia | Manager: Wilfried Peeters     | Manager: Wilfried Peeters     | Manager: Wilfried Peeters     | Manager: Marc Madiot             | Manager: Marc Madiot             | Manager: Marc Madiot             |
| Caisse d'Epargne             | Caisse d'Epargne             | Caisse d'Epargne             | AG2R La Mondiale              | AG2R La Mondiale              | AG2R La Mondiale              | Saunier Duval-Scott              | Saunier Duval-Scott              | Saunier Duval-Scott              |
| 31                           | Alejandro Valverde           | 9º                           | 101                           | Cyril Dessel                  | 28º                           | 171                              | Riccardo Riccò                   | NP 12ª                           |
| 32                           | David Arroyo                 | 30º                          | 102                           | José Luis Arrieta             | 72º                           | 172                              | Rubens Bertogliati               | NP 12ª                           |
| 33                           | Arnaud Coyot                 | 115º                         | 103                           | Hubert Dupont                 | 55º                           | 173                              | Juan José Cobo                   | NP 12ª                           |
| 34                           | José Vicente García          | 141º                         | 104                           | Vladimir Efimkin              | 11º                           | 174                              | David de la Fuente               | NP 12ª                           |
| 35                           | José Iván Gutiérrez          | 56º                          | 105                           | Martin Elmiger                | 71º                           | 175                              | Jesús del Nero                   | NP 12ª                           |
| 36                           | David López García           | 51º                          | 106                           | John Gadret                   | R 7ª                          | 176                              | Ángel Gómez                      | R 3ª                             |
| 37                           | Óscar Pereiro                | R 15ª                        | 107                           | Stéphane Goubert              | 21º                           | 177                              | Josep Jufré                      | NP 12ª                           |
| 38                           | Nicolas Portal               | 66º                          | 108                           | Christophe Riblon             | 137º                          | 178                              | Aurélien Passeron                | NP 6ª                            |
| 39                           | Luis León Sánchez            | 62º                          | 109                           | Tadej Valjavec                | 10º                           | 179                              | Leonardo Piepoli                 | NP 12ª                           |
| Manager: José Luis Jaimerena | Manager: José Luis Jaimerena | Manager: José Luis Jaimerena | Manager: Vincent Lavenu       | Manager: Vincent Lavenu       | Manager: Vincent Lavenu       | Manager: Joxean Fernandez        | Manager: Joxean Fernandez        | Manager: Joxean Fernandez        |
| Team Columbia-High Road      | Team Columbia-High Road      | Team Columbia-High Road      | Gerolsteiner                  | Gerolsteiner                  | Gerolsteiner                  | Cofidis, le Crédit par Téléphone | Cofidis, le Crédit par Téléphone | Cofidis, le Crédit par Téléphone |
| 41                           | Kim Kirchen                  | 8º                           | 111                           | Stefan Schumacher             | 25º                           | 181                              | Sylvain Chavanel                 | 61º                              |
| 42                           | Marcus Burghardt             | 120º                         | 112                           | Robert Förster                | 116º                          | 182                              | Stéphane Augé                    | 139º                             |
| 43                           | Mark Cavendish               | NP 15ª                       | 113                           | Markus Fothen                 | 33º                           | 183                              | Florent Brard                    | 119º                             |
| 44                           | Gerald Ciolek                | 106º                         | 114                           | Heinrich Haussler             | 126º                          | 184                              | Hervé Duclos-Lassalle            | R 1ª                             |
| 45                           | Bernhard Eisel               | 144º                         | 115                           | Bernhard Kohl                 | 3º                            | 185                              | Samuel Dumoulin                  | 114º                             |
| 46                           | Adam Hansen                  | 108º                         | 116                           | Sven Krauß                    | 143º                          | 186                              | Leonardo Duque                   | 53º                              |
| 47                           | George Hincapie              | 35º                          | 117                           | Sebastian Lang                | 75º                           | 187                              | David Moncoutié                  | 42º                              |
| 48                           | Thomas Löfkvist              | 41º                          | 118                           | Ronny Scholz                  | 93º                           | 188                              | Amaël Moinard                    | 15º                              |
| 49                           | Kanstancin Siŭcoŭ            | 17º                          | 119                           | Fabian Wegmann                | FT 19ª                        | 189                              | Maxime Monfort                   | 23º                              |
| Manager: Brian Holm          | Manager: Brian Holm          | Manager: Brian Holm          | Manager: Hans-Michael Holczer | Manager: Hans-Michael Holczer | Manager: Hans-Michael Holczer | Manager: Francis Van Londersele  | Manager: Francis Van Londersele  | Manager: Francis Van Londersele  |
| Barloworld                   | Barloworld                   | Barloworld                   | Agritubel                     | Agritubel                     | Agritubel                     | Team Garmin-Chipotle p/b H30     | Team Garmin-Chipotle p/b H30     | Team Garmin-Chipotle p/b H30     |
| 51                           | Mauricio Soler               | R 5ª                         | 121                           | Christophe Moreau             | NP 7ª                         | 191                              | Christian Vande Velde            | 5º                               |
| 52                           | John-Lee Augustyn            | 48º                          | 122                           | Freddy Bichot                 | 135º                          | 192                              | Magnus Bäckstedt                 | FT 7ª                            |
| 53                           | Félix Cárdenas               | R 11ª                        | 123                           | Jimmy Casper                  | FT 17ª                        | 193                              | Julian Dean                      | 110º                             |
| 54                           | Giampaolo Cheula             | 88º                          | 124                           | Romain Feillu                 | FT 19ª                        | 194                              | Will Frischkorn                  | 133º                             |
| 55                           | Baden Cooke                  | R 12ª                        | 125                           | Eduardo Gonzalo               | 39º                           | 195                              | Ryder Hesjedal                   | 47º                              |
| 56                           | Moisés Dueñas                | NP 11ª                       | 126                           | Nicolas Jalabert              | R 14ª                         | 196                              | Trent Lowe                       | 77º                              |
| 57                           | Chris Froome                 | 84º                          | 127                           | David Le Lay                  | 81º                           | 197                              | Martijn Maaskant                 | 134º                             |
| 58                           | Robert Hunter                | 107º                         | 128                           | Geoffroy Lequatre             | 85º                           | 198                              | David Millar                     | 68º                              |
| 59                           | Paolo Longo Borghini         | R 11ª                        | 129                           | Nicolas Vogondy               | 64º                           | 199                              | Danny Pate                       | 95º                              |
| Manager: Valerio Tebaldi     | Manager: Valerio Tebaldi     | Manager: Valerio Tebaldi     | Manager: Denis Leproux        | Manager: Denis Leproux        | Manager: Denis Leproux        | Manager: Matthew White           | Manager: Matthew White           | Manager: Matthew White           |
| Liquigas                     | Liquigas                     | Liquigas                     | Rabobank                      | Rabobank                      | Rabobank                      |                                  |                                  |                                  |
| 61                           | Filippo Pozzato              | 67º                          | 131                           | Denis Men'šov                 | 4º                            |                                  |                                  |                                  |
| 62                           | Manuel Beltrán               | NP 8ª                        | 132                           | Juan Antonio Flecha           | FT 19ª                        |                                  |                                  |                                  |
| 63                           | Francesco Chicchi            | FT 16ª                       | 133                           | Óscar Freire                  | 70º                           |                                  |                                  |                                  |
| 64                           | Murilo Fischer               | 76º                          | 134                           | Sebastian Langeveld           | 131º                          |                                  |                                  |                                  |
| 65                           | Roman Kreuziger              | 13º                          | 135                           | Koos Moerenhout               | 34º                           |                                  |                                  |                                  |
| 66                           | Aljaksandr Kučynski          | 128º                         | 136                           | Joost Posthuma                | 69º                           |                                  |                                  |                                  |
| 67                           | Vincenzo Nibali              | 20º                          | 137                           | Bram Tankink                  | 60º                           |                                  |                                  |                                  |
| 68                           | Manuel Quinziato             | 130º                         | 138                           | Laurens ten Dam               | 22º                           |                                  |                                  |                                  |
| 69                           | Frederik Willems             | 113º                         | 139                           | Pieter Weening                | 63º                           |                                  |                                  |                                  |
| Manager: Stefano Zanatta     | Manager: Stefano Zanatta     | Manager: Stefano Zanatta     | Manager: Erik Breukink        | Manager: Erik Breukink        | Manager: Erik Breukink        |                                  |                                  |                                  |

## Ciclisti per nazione
Le nazionalità rappresentate nella manifestazione sono 27; in tabella il numero dei ciclisti suddivisi per la propria nazione di appartenenza:
| Numero ciclisti | Nazione                                                                           |
| --------------- | --------------------------------------------------------------------------------- |
| 40              | Francia                                                                           |
| 30              | Spagna                                                                            |
| 21              | Italia                                                                            |
| 16              | Germania                                                                          |
| 12              | Belgio                                                                            |
| 10              | Paesi Bassi                                                                       |
| 9               | Australia                                                                         |
| 5               | Stati Uniti                                                                       |
| 4               | Russia, Svizzera, Stati Uniti                                                     |
| 3               | Colombia, Gran Bretagna, Lussemburgo                                              |
| 2               | Austria, Bielorussia, Norvegia, Sudafrica, Svezia, Ucraina                        |
| 1               | Brasile, Canada, Danimarca, Kazakistan, Polonia, Rep. Ceca, Slovacchia, Slovenia, |